# شریف‌آباد (هرند)
شریف‌آباد (هرند) روستایی در دهستان هاشم‌آباد بخش مرکزی شهرستان هرند استان اصفهان ایران است.

## جمعیت
بر پایه سرشماری عمومی نفوس و مسکن در سال ۱۳۹۵ جمعیت این مکان ۴۵۷ نفر (۱۴۱خانوار) بوده‌است.